# Ionactis
Ionactis  Greene, 1897 è un genere di piante angiosperme dicotiledoni della famiglia delle Asteraceae, sottofamiglia Asteroideae, tribù Astereae (North American lineage) e sottotribù Ionactinae. Ionactis è anche l'unico genere della sottotribù Ionactinae G.L.Nesom, 2020.

## Etimologia
Il nome del genere deriva dal greco "ion" e "aktis" che significa "raggio viola".
Il nome scientifico del genere è stato definito dal botanico Edward Lee Greene (1843-1915) nella pubblicazione " Pittonia; a Series of Papers Relating to Botany and Botanists. Berkeley, CA" (Pittonia 3(17): 245) del 1897. Il nome scientifico della sottotribù è stato definito dal botanico Guy L. Nesom (1945-) nella pubblicazione " Phytoneuron. Digital Publications in Plant Biology" ( Phytoneuron 2020-53: 14) del 2020.

## Descrizione

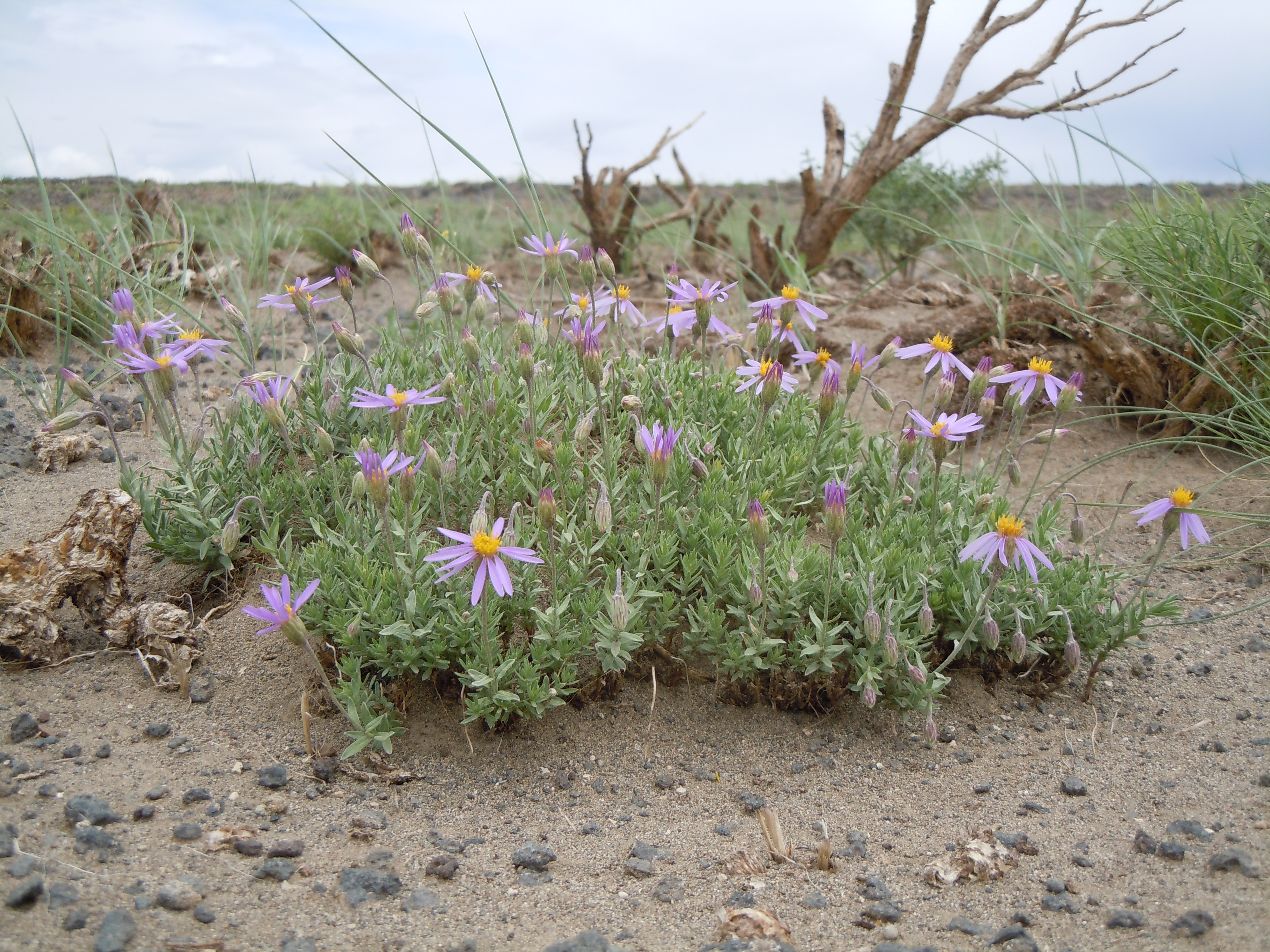
Il portamento
Ionactis alpina

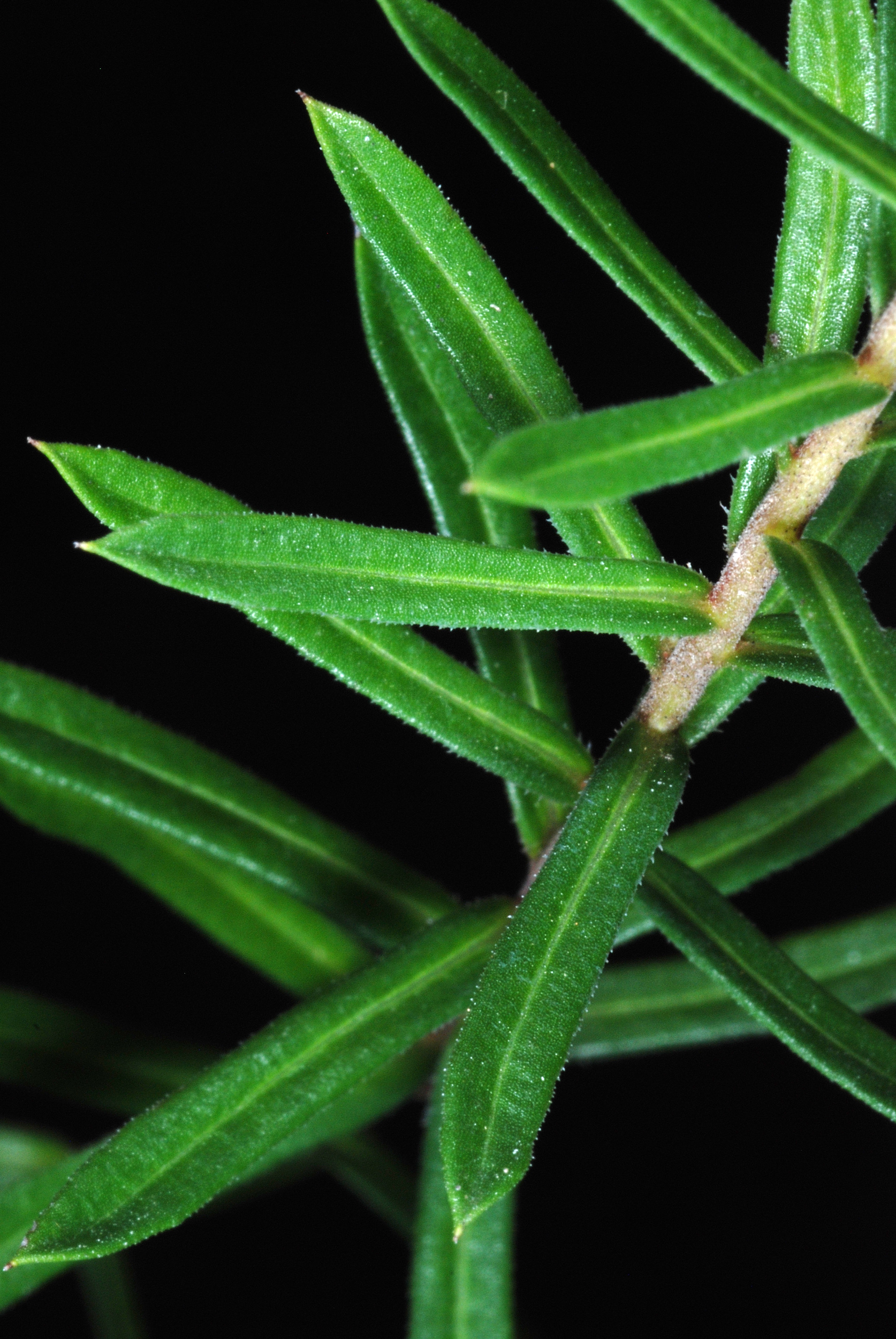
Le foglie
Ionactis linariifolia

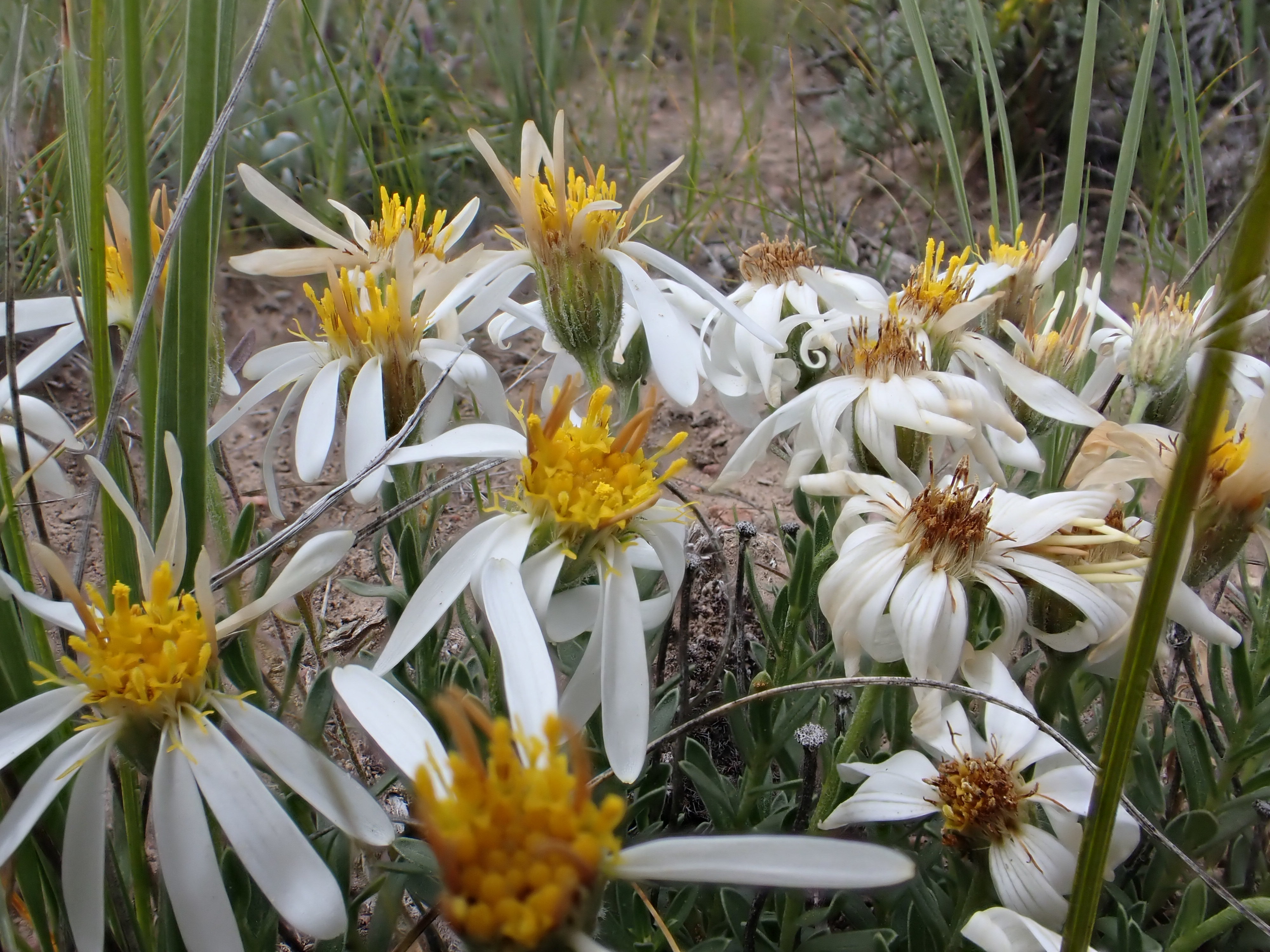
Infiorescenza
Ionactis alpina

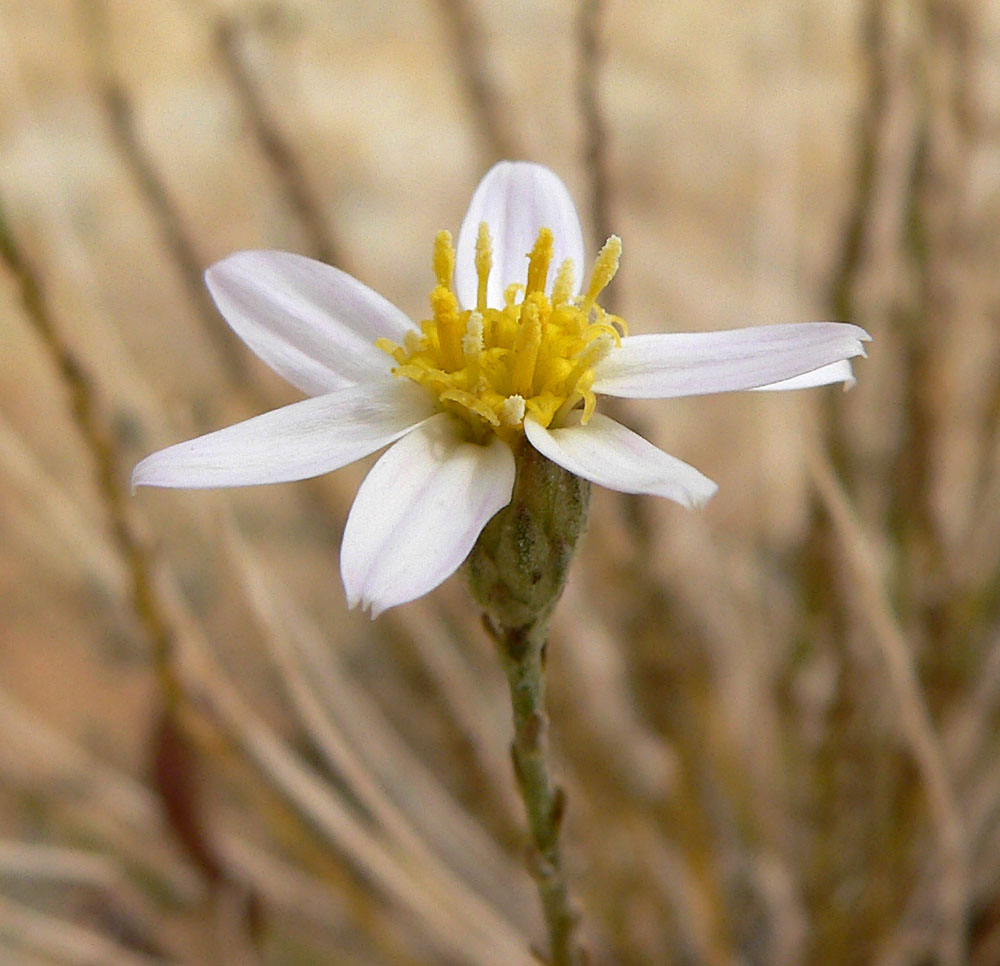
I fiori
Ionactis caelestis

Portamento. Le specie di questo genere hanno un habitus di tipo erbaceo perenne.
Fusto. La parte aerea in genere è eretta, semplice o ramosa (legnosa al caudice). La parte sotterranea consiste in spesse radici. Raramente queste piante sono rizomatose.
Foglie. Le foglie in genere rigide sono disposte in modo alternato; quelle cauline sono raggruppate, quelle basali a volte sono marcescenti. La lamina è semplice e stretta con una nervatura centrale. I margini talvolta sono scariosi. Sulla superficie possono essere presenti dei punti ghiandolari.
Infiorescenza. Le sinflorescenze sono sia scapose (pochi capolini solitari) che composte da alcuni capolini raccolti in lasse formazioni corimbose. Le infiorescenze vere e proprie sono composte da un capolino terminale peduncolato di tipo radiato con fiori eterogami. I capolini sono formati da un involucro, con forme da ampiamente turbinate a campanulate, composto da diverse brattee, al cui interno un ricettacolo fa da base ai fiori di due tipi: fiori del raggio e fiori del disco. Le brattee, con forme lineari-lanceolate, fortemente carenate e senza apici erbacei, sono disposte in modo più o meno embricato su 3 - 6 serie. Il ricettacolo è nudo ossia senza pagliette a protezione della base dei fiori; la forma è piano-convessa.
Fiori.  I fiori sono tetra-ciclici (formati cioè da 4 verticilli: calice – corolla – androceo – gineceo) e pentameri (calice e corolla formati da 5 elementi). Si distinguono in:
- fiori del raggio (esterni): da 8 a 21 per capolino, sono femminili e sono disposti su una sola serie; la forma è ligulata (zigomorfa);
- fiori del disco (centrali): sono più numerosi con forme brevemente tubulose (attinomorfe); sono ermafroditi (in una specie sono funzionalmente maschili).

- Formula fiorale:

*/x K {\displaystyle \infty }, [C (5), A (5)], G 2 (infero), achenio
- Calice: i sepali del calice sono ridotti ad una coroncina di squame.

- Corolla:

- fiori del raggio: la forma della corolla alla base è più o meno tubulosa-imbutiforme, mentre all'apice è ligulata contorta; la ligula può terminare con alcuni denti; il colore è bianco o blu o violetto;
- fiori del disco: la forma è tubulare bruscamente divaricata in 5 lobi; i lobi, patenti o eretti, hanno una forma deltata o più o meno lanceolata; il colore è giallo.

- Androceo: l'androceo è formato da 5 stami sorretti da filamenti generalmente liberi; gli stami sono connati e formano un manicotto circondante lo stilo; le teche (produttrici del polline) alla base sono troncate e sono lievemente auricolate (molto raramente sono speronate o hanno una coda); le appendici apicali delle antere hanno delle forme piatte e lanceolate; il tessuto endoteciale (rivestimento interno dell'antera) è quasi sempre polarizzato (con due superfici distinte: una verso l'esterno e una verso l'interno). Il polline è sferico con un diametro medio di circa 25 micron;  è tricolporato (con tre aperture sia di tipo a fessura che tipo isodiametrica o poro) ed è echinato (con punte sporgenti).[11][13]

- Gineceo: l'ovario è infero uniloculare formato da 2 carpelli.[7] Lo stilo (il recettore del polline) è profondamente bifido (con due stigmi divergenti) e con le linee stigmatiche marginali separate.[14] I due bracci dello stilo hanno una forma lanceolata e possono essere papillosi o ricoperti da ciuffi di peli.

Frutti. I frutti sono degli acheni con pappo; in alcune specie è presente un certo dimorfismo (gli acheni dei fiori del raggio differiscono dagli acheni dei fiori del disco);
- achenio: gli acheni, con forme strettamente obovate, sono lateralmente compressi con 3 nervature (i fiori del raggio) oppure 2 (i fiori del disco); la superficie è strigosa o sericea;
- pappo: il pappo è formato da 1 - 2 serie di setole attenuate all'apice; esternamente alle serie di setole può essere presente una coroncina di scaglie.[11]

## Biologia
Impollinazione: l'impollinazione avviene tramite insetti (impollinazione entomogama tramite farfalle diurne e notturne).

Riproduzione: la fecondazione avviene fondamentalmente tramite l'impollinazione dei fiori (vedi sopra).

Dispersione: i semi (gli acheni) cadendo a terra sono successivamente dispersi soprattutto da insetti tipo formiche (disseminazione mirmecoria). In questo tipo di piante avviene anche un altro tipo di dispersione: zoocoria. Infatti gli uncini delle brattee dell'involucro (se presenti) si agganciano ai peli degli animali di passaggio disperdendo così anche su lunghe distanze i semi della pianta. Inoltre per merito del pappo il vento può trasportare i semi anche a distanza di alcuni chilometri (disseminazione anemocora).

## Distribuzione e habitat
Le specie di questa sottotribù sono distribuite in U.S.A. e Canada.

## Sistematica
La famiglia di appartenenza di questa voce (Asteraceae o Compositae, nomen conservandum) probabilmente originaria del Sud America, è la più numerosa del mondo vegetale, comprende oltre 23.000 specie distribuite su 1.535 generi, oppure 22.750 specie e 1.530 generi secondo altre fonti (una delle checklist più aggiornata elenca fino a 1.679 generi). La famiglia attualmente (2021) è divisa in 16 sottofamiglie; la sottofamiglia Asteroideae è una di queste e rappresenta l'evoluzione più recente di tutta la famiglia.

### Filogenesi
Il gruppo di questa voce è descritto nella tribù Astereae, una delle 21 tribù della sottofamiglia Asteroideae). Da un punto di vista filogenetico, la tribù Astereae fa parte del supergruppo (o sottofamiglia) "Asteroideae grade"; l'altro è il supergruppo "Non-Asteroideae" contenente il resto delle sottofamiglie delle Asteraceae. All'interno del supergruppo è vicina alle tribù Senecioneae, Calenduleae, Gnaphalieae e Anthemideae.
I caratteri più notevoli della tribù Astereae sono: la base delle antere sono prive di code e non sono calcarate (speronate); le linee stigmatiche dei bracci dello stilo sono totalmente separate; i due bracci dello stilo hanno una forma breve o allungata da lanceolata a deltoide e possono essere papillosi o ricoperti da ciuffi di peli (all'esterno, mentre all'interno sono glabri). La distribuzione della maggior parte delle specie di questo gruppo è nelle regioni temperate nord e sud.
In base alle ultime ricerche nella tribù sono stati individuati (provvisoriamente) 5 principali lignaggi:
- Basal grade: include alcuni generi isolati, il gruppo "South American-Oceania",  alcune sottotribù africane e il gruppo dei generi legnosi del Madagascar.
- Bellis lineage: comprende le sottotribù eurasiatiche e una sottotribù africana.
- Aster lineage: include i generi asiatici di Asterinae e i principali gruppi dell'Australia e dell'Oceania.
- Baccharis lineage: include alcuni gruppi sudamericani.
- North American lineage: include la vasta gamma di sottotribù del Nordamerica, Messico e alcuni gruppi distribuiti nel Sudamerica.

Il genere Ionactis  (e la sottotribù Ionactinae) è incluso nel lignaggio "North American lineage". La posizione di Ionactis, nelle filogenesi molecolari, è in gran parte irrisolta. Una specie è distribuita negli Stati Uniti orientali (I. linariifolia); le altre provengono dagli Stati Uniti occidentali.
I caratteri distintivi delle specie di questo genere sono:
- il lembo dei fiori del raggio è contorto;
- le brattee dell'involucro sono carenate;
- le setole del pappo sono disposte su 1 - 2 serie e sono ristrette all'apice.

Il numero cromosomico delle specie di questo gruppo è 2n = 18.

### Elenco delle specie
Questo genere ha 6 specie:
- Ionactis alpina (Nutt.) Greene
- Ionactis caelestis  P.J.Leary & G.L.Nesom
- Ionactis elegans  (Soreng & Spellenb.) G.L.Nesom
- Ionactis linariifolia  (L.) Greene
- Ionactis repens  G.L.Nesom
- Ionactis stenomeres  (A.Gray) Greene